# МЗКТ-7930

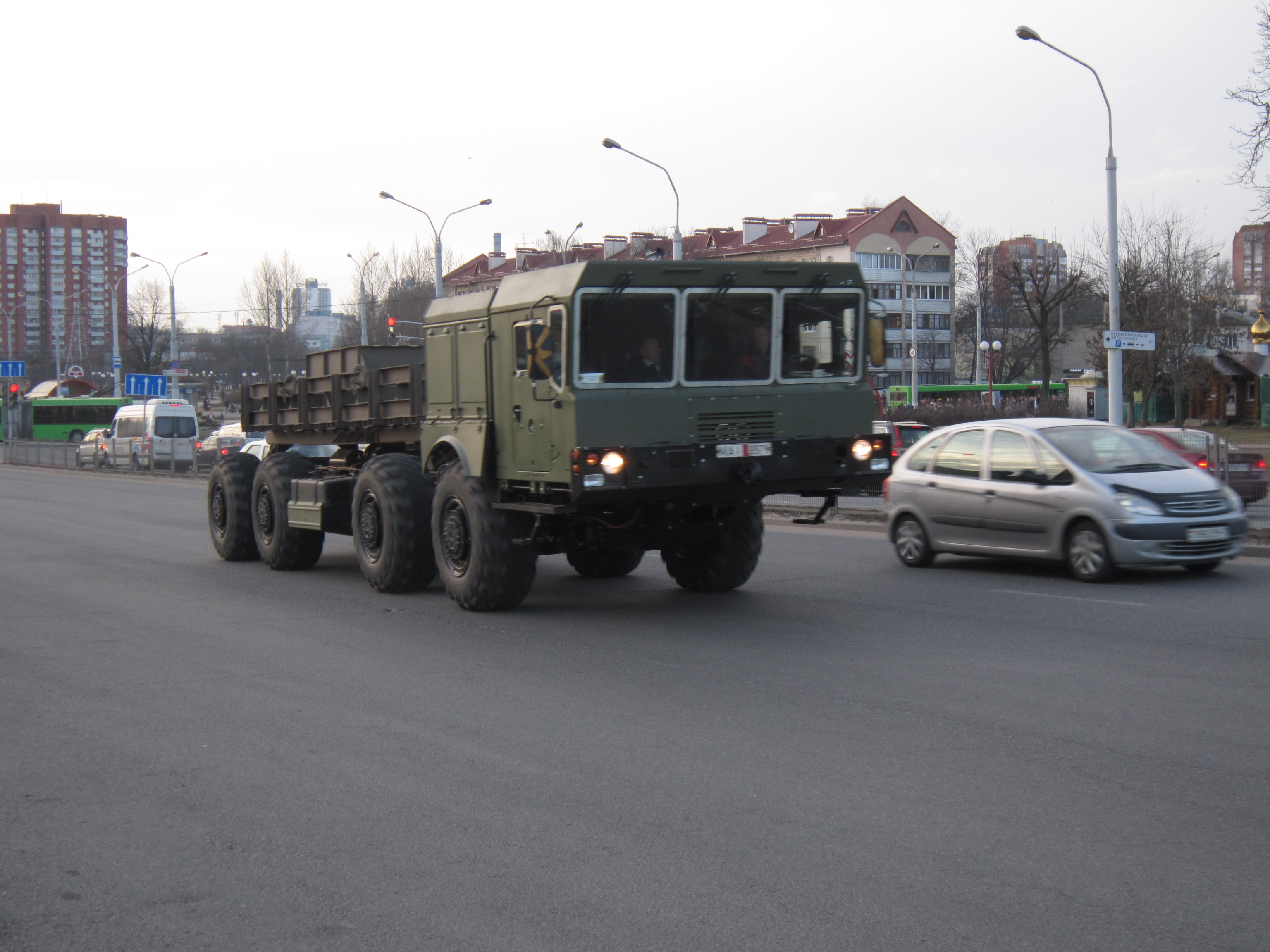
Шасси МЗКТ-7930 в Минске возле завода-изготовителя

МЗКТ-7930 — семейство специальных колёсных шасси и тягачей колёсной формулы 8×8 в классе с грузоподъёмностью от 17,8 до 25 тонн.
МЗКТ-7930 и его модификации производится Минским заводом колёсных тягачей (Белоруссия). Включает в себя выпускаемые серийно модификации автошасси: МЗКТ-7930, МЗКТ-7930-300 и МЗКТ-79306, а также седельного тягача МЗКТ-7415. На базе модификаций МЗКТ-7930 размещаются комплексы вооружения и военной техники: ОТРК «Искандер», БРК «Бал», БРК «Бастион», БРК «Club-M», БСАУ А-222 «Берег», РСЗО «Ураган-1М», РСЗО «Полонез», а также береговой комплекс разведки надводной и воздушной обстановки «Монолит-Б», антенные посты ЗРК С-400 «Триумф», машины обеспечения РКСН «Тополь-М» (боевого дежурства — 15В240М, инженерного обеспечения и маскировки — 15М69), тяжёлый механизированный мост ТММ-6  и др. На шасси МЗКТ-7930 был смонтирован первый опытный образец ЗРК С-500 «Прометей».

## История
15 декабря 1989 года Министерство обороны СССР, на основании Постановления Совета министров СССР от 24 июня 1987 года, открыло опытно-конструкторскую работу (ОКР) «Астролог», в рамках которой перед СКБ-1 Минского автомобильного завода (МАЗ) ставилась задача создать шасси грузоподъёмностью 22 тонны и тягач с целью замены морально устаревших специальных колёсных шасси и тягачей (СКШТ) семейств МАЗ-543 и МАЗ-7911 «Оплот».
Технический проект был разработан и утверждён к 1991 году, в 1991—1992 годах был изготовлен и испытан макетный образец МАЗ-79301, уже в рамках работающего самостоятельно Минского завода колёсных тягачей (МЗКТ), который 7 февраля 1991 года был выведен из состава ПО «БелавтоМАЗ».
Параллельно на Ярославском моторном заводе (ЯМЗ) была осуществлена разработка семейства двигателей автомобильного типа (в том числе ЯМЗ-846 мощностью 500 л. с. для шасси с колёсной формулой 8×8), которые должны были заменить использовавшиеся ранее в СКШТ танковые двигатели. В 1991 году на ЯМЗ началось изготовление первых опытных образцов этих двигателей.
В 1992—1994 годах были изготовлены и испытаны опытные образцы шасси МЗКТ-7930 и МЗКТ-79305 (с повышенной до 25 тонн грузоподъёмностью), а также тягач МЗКТ-7415.
Приёмочные испытания МЗКТ-7930 проходили в период 1995—2000 годов, в том числе на полигоне Капустин Яр (Россия) и дорогах общего пользования. После 30-тысячного пробега были выполнены испытания в климатической камере при температуре –50 °С, затем - в аэродинамической трубе, где проводилась оценка стойкости к ударной волне.
30 декабря 1998 года конструкторская документация МЗКТ-7930 была утверждена для серийного производства, спустя два года началось конвейерное производство шасси.
В 2000 году был создан опытный образец экспортной модификации МЗКТ-79306, на котором были установлены двигатель фирмы Deutz и автоматическая коробка передач фирмы Allison Engine Company. Конструкторская документация по шасси грузоподъёмностью до 25 тонн была утверждена для серийного производства в ноябре 2005 года.
В начале февраля 2003 года шасси МЗКТ-7930 были приняты на снабжение Вооружённых сил Российской Федерации.
В 2014 году на полигоне 3-го ЦНИИ МО РФ в Бронницах (Московская область) состоялись приёмочные испытания Министерства обороны Российской Федерации шасси МЗКТ-7930-300. Данное шасси на момент 2016 года состояло на снабжении Вооружённых сил Белоруссии — они используются в качестве базы под белорусскую РСЗО «Полонез».
В начале весны 2016 года с конвейера Минского завода колёсных тягачей сошло тысячное шасси МЗКТ-7930.

## Основные характеристики
|                                         | МЗКТ-7930 (шасси) | МЗКТ-7415 (тягач) | МЗКТ-7930-300 (шасси) | МЗКТ-79306 (шасси) |
| Характеристики                          | | | | |
| Колёсная формула                        | 8×8 | 8×8 | 8×8 | 8×8 |
| Максимальная скорость, км/ч             | 70 | 70 | 70 | 75 |
| Максимальный преодолеваемый подъём, %   | 55 | 55 | 55 | 60 |
| Угол въезда, град.                      | 25 | 25 | 25 | 25 |
| Угол съезда, град.                      | 35 | 45 | 35 | 35 |
| Дорожный просвет, мм                    | 400 | 400 | 400 | 400 |
| Вертикальное препятствие, мм            | 350 | 350 | 350 | 350 |
| Боковой уклон, %                        | 40 | 40 | 40 | 40 |
| Радиус разворота (по колее), м          | 15 | 15 | 15 | 14,5 |
| Глубина преодолеваемого брода, м        | 1,4 | 1,4 | 1,4 | 1,4 |
| Ширина преодолеваемого рва, м           | 2,0 | 2,0 | 2,0 | 2,5 |
| Запас хода, км                          | 1000 | 1000 | 1000 | 1000 |
| Рабочая температура, °C                 | –45 — +50 | –45 — +50 | –45 — +50 | –30 — +50 |
| Ёмкость топливного бака, л              | 2×385 | 2×385 | 2×385 | 2×385 |
| Авиатранспортабельность                 | Ан-22, Ан-124 | Ан-22, Ан-124 | Ан-22, Ан-124 | Ан-22, Ан-124 |
| Габариты                                | | | | |
| Длина, мм                               | 12669 | 10639 | 12669 | 12669 |
| Ширина, мм                              | 3070 | 3070 | 3070 | 3070 |
| Высота, мм                              | 3017 | 3025 | 3017 | 3017 |
| Весовые параметры                       | | | | |
| Полная масса автомобиля, кг             | 43300 | 38800 | 45200 | 45000 |
| Снаряжённая масса автомобиля, кг        | 20800 | 21000 | 20500 | 21000 |
| Грузоподъёмность, кг                    | 22200 | 17800 | 24200 | 24000 |
| Допустимая нагрузка на оси:             | | | | |
| 1-я и 2-я                               | 2×10350 | 2×9150 | 2×11050 | 2×10950 |
| 3-я и 4-я                               | 2×11325 | 2×10250 | 2×11550 | 2×11550 |
| Двигатель                               | ЯМЗ-846, дизельный, V-образный, 8-цилиндровый | ЯМЗ-846, дизельный, V-образный, 8-цилиндровый | ЯМЗ-846, дизельный, V-образный, 8-цилиндровый | Deutz BF8M1015C, дизельный, V-образный, 8-цилиндровый |
| Мощность, кВт (л. с.) при 2100 мин−1    | 370 (503) | 370 (503) | 370 (503) | 400 (544) |
| Максимальный крутящий момент, Нм (кгсм) | 1960 (200) | 1960 (200) | 1960 (200) | 2350 |
| Трансмиссия                             | ГМП МЗКТ-5561, механическая | ЯМЗ-202-04, механическая | ГМП МЗКТ-5561, автоматическая | Allison HD45P, автоматическая |
| Число передач:                          | | | | |
| вперёд                                  | 6 | 9 | 6 | 6 |
| назад                                   | 1 | 1 | 1 | 1 |
| Раздаточная коробка (для всех моделей)  | Двухскоростная, с блокируемым межтележечным дифференциалом | Двухскоростная, с блокируемым межтележечным дифференциалом | Двухскоростная, с блокируемым межтележечным дифференциалом | Двухскоростная, с блокируемым межтележечным дифференциалом |
| Передаточные числа                      | 1:1,00/1:1,601 | 1:1,00/1:1,601 | 1:1,00/1:1,601 | 1:1,00/1:1,601 |
| 1-я и 2-я оси                           | Управляемые, ведущие | Управляемые, ведущие | Управляемые, ведущие | Управляемые, ведущие |
| Ведущие оси (для всех моделей)          | Центральные редукторы с межосевыми и межколёсными дифференциалами, планетарные колёсные редукторы                                                               | Центральные редукторы с межосевыми и межколёсными дифференциалами, планетарные колёсные редукторы                                                                        | Центральные редукторы с межосевыми и межколёсными дифференциалами, планетарные колёсные редукторы                                                                | Центральные редукторы с межосевыми и межколёсными дифференциалами, планетарные колёсные редукторы                                                                |
| Подвеска                                | Независимая, торсионная, усиленные амортизаторы | Независимая, торсионная, гидравлические амортизаторы | Независимая, торсионная, усиленные амортизаторы | Независимая, торсионная, гидравлические амортизаторы |
| Рулевое управление                      | Левый/правый руль, гидравлический усилитель | Левый руль, гидравлический усилитель | Левый/правый руль, гидравлический усилитель | Левый руль, гидравлический усилитель |
| Тормозная система (для всех моделей)    | Двухконтурная, с пневмогидравлическим приводом | Двухконтурная, с пневмогидравлическим приводом | Двухконтурная, с пневмогидравлическим приводом | Двухконтурная, с пневмогидравлическим приводом |
| Шины                                    | 1500×600-635, бескамерные, система центральной накачки шин | 1500×600-635, бескамерные, система центральной накачки шин | 1500×600-635, бескамерные, система центральной накачки шин | Michelin 20,5R25, бескамерные, система центральной накачки шин                                                                                                   |
| Рама                                    | Жёсткая, лонжеронного типа, сечение лонжеронов — швеллерное. Металлический бампер. Оборудована передним и задним буксирными устройствами                        | Жёсткая, лонжеронного типа, сечение лонжеронов — швеллерное. Металлический бампер. Оборудована спереди двумя буксирными вилками, сзади — буксирными устройствами         | Жёсткая, лонжеронного типа, сечение лонжеронов — швеллерное. Металлический бампер. Оборудована спереди двумя буксирными вилками, сзади — буксирными устройствами | Жёсткая, лонжеронного типа, сечение лонжеронов — швеллерное. Металлический бампер. Оборудована спереди двумя буксирными вилками, сзади — буксирными устройствами |
| Кабина                                  | Жёсткая, стеклопластиковая, 2-дверная, 3-местная, регулируемое рулевое колесо, информативная панель приборов с регулировкой яркости подсветки, лампа для чтения | Жёсткая, стеклопластиковая, 2-дверная, 3-местная, оборудована органами управления и контрольно-измерительными приборами и обеспечивает размещение оборудования заказчика | Жёсткая, стеклопластиковая, 2-дверная, 3-местная, регулируемое рулевое колесо, информативная панель приборов с регулировкой яркости подсветки, лампа для чтения  | Жёсткая, стеклопластиковая, 2-дверная, 3-местная, обеспечивает размещение оборудования заказчика, двух приборов ночного видения                                  |
| Электрооборудование                     | | | | |
| Номинальное напряжение                  | 24 В | 24 В | 24 В | 24 В |
| Аккумуляторы, Ач                        | 4×380 | 4×190 | 4×380 | 4×190 |
| Опции (для всех моделей)                | | | | |
|                                         | Мощный обогреватель/вентилятор | | | |
|                                         | Воздушный кондиционер | | | |
|                                         | Автономный обогреватель | | | |
|                                         | Лебёдка | | | |
|                                         | Бронированная кабина | | | |
|                                         | Шины с системой run-flat | | | |

## Галерея

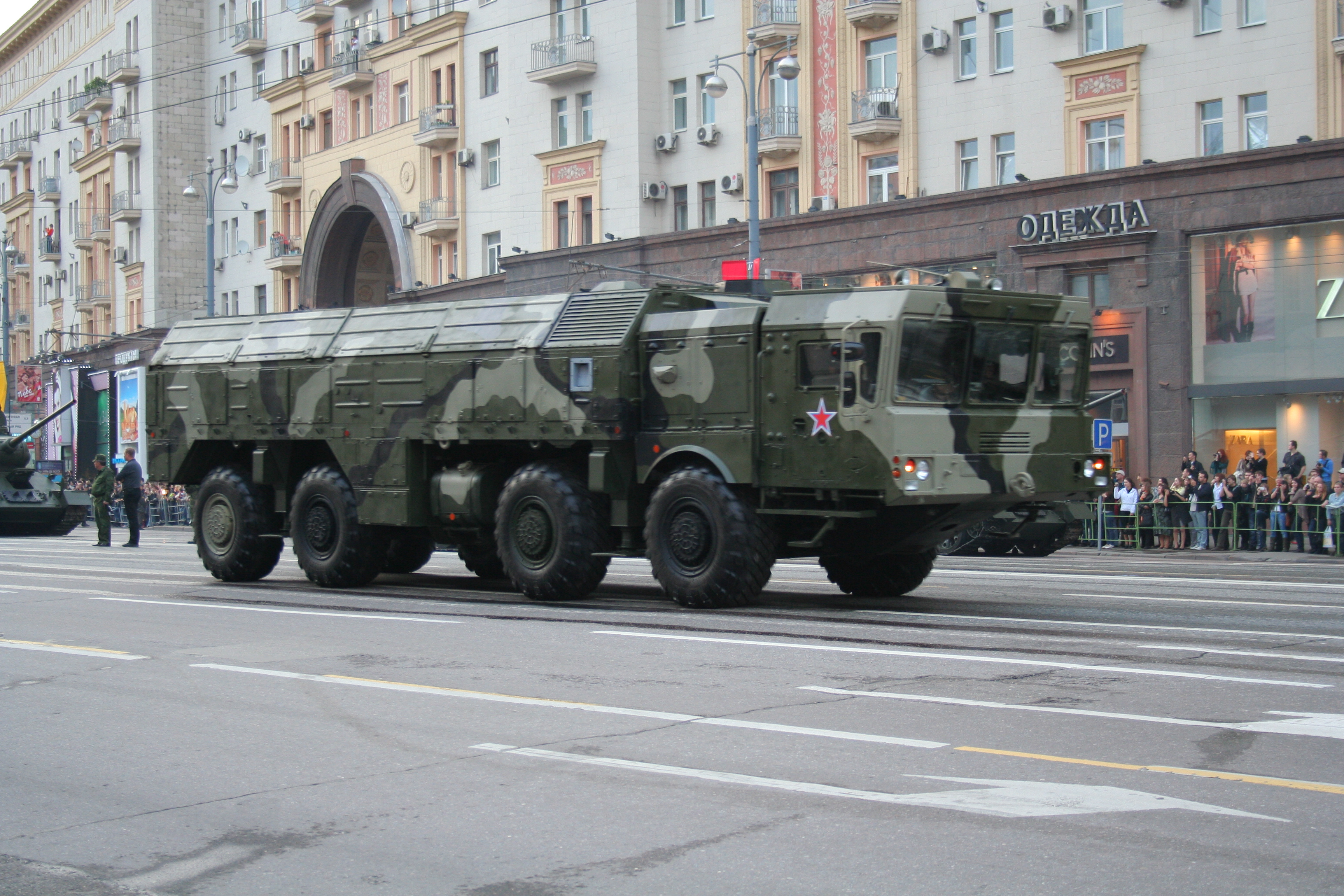
Самоходная пусковая установка 9П78-1 ОТРК «Искандер-М»
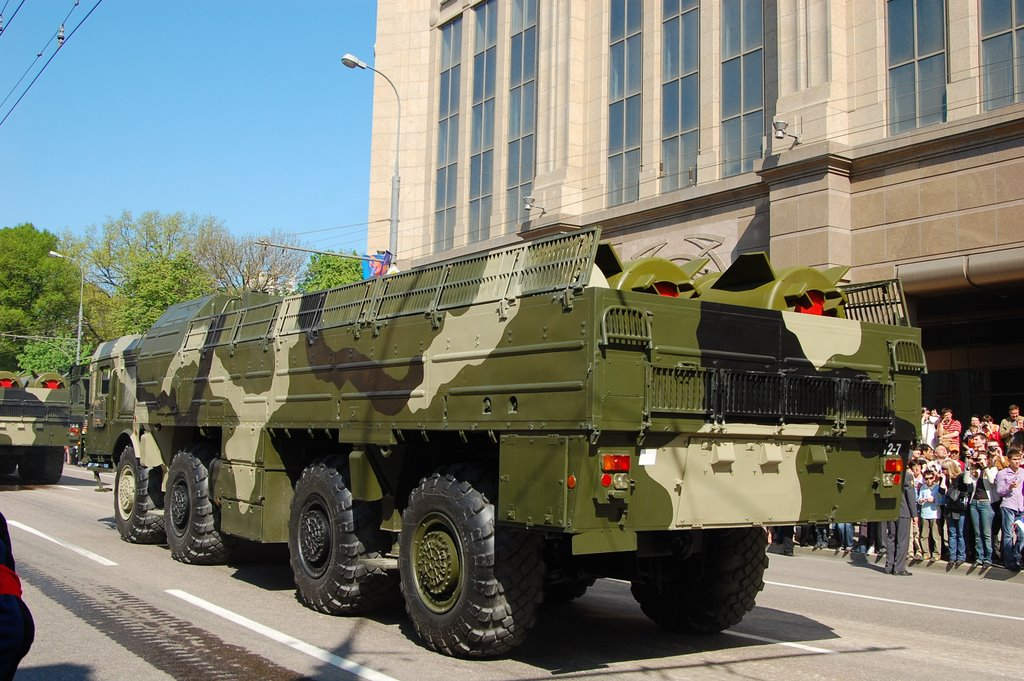
Транспортно-заряжающая машина 9Т250 ОТРК «Искандер-М»
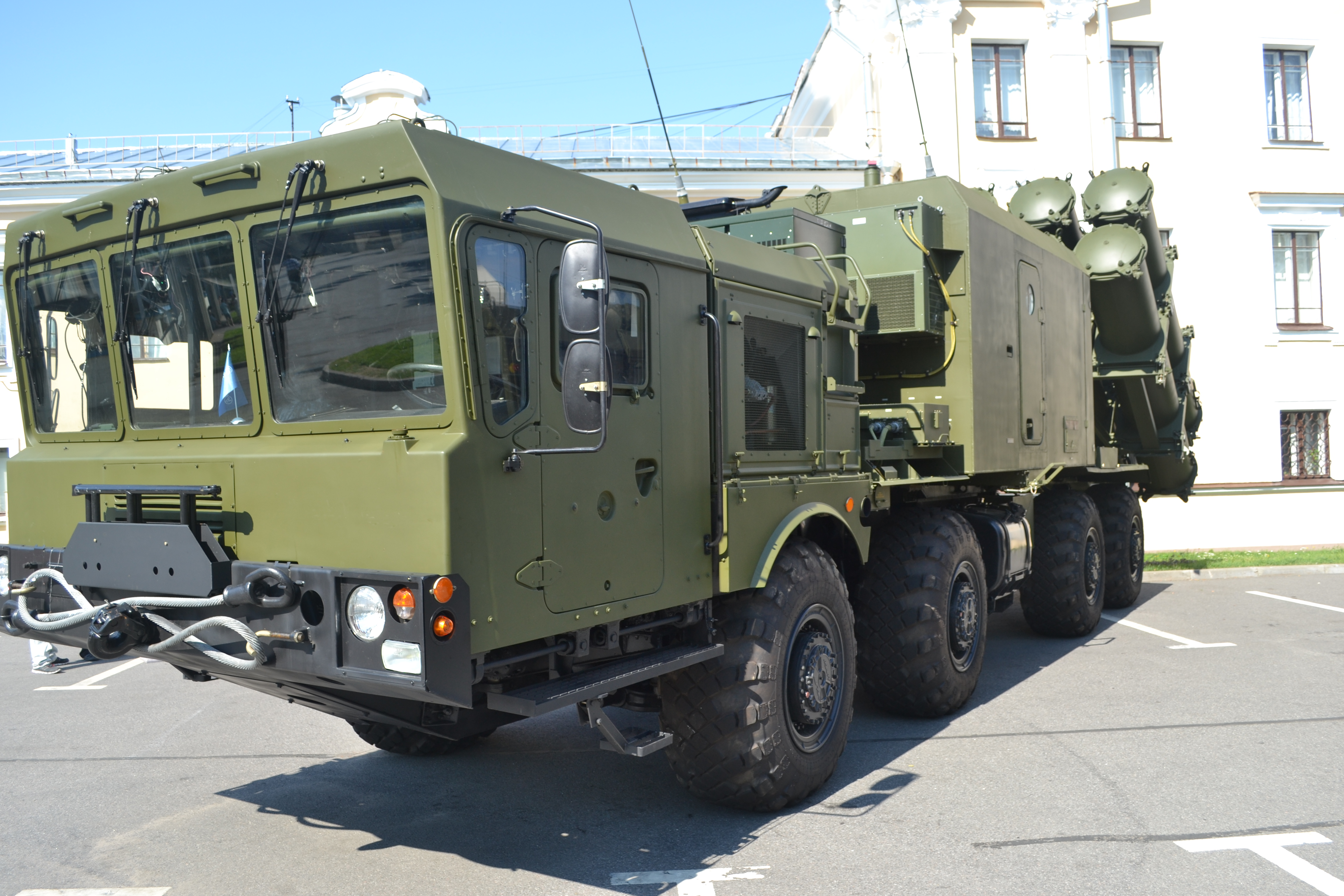
Самоходная пусковая установка БРК «Бал-Э»
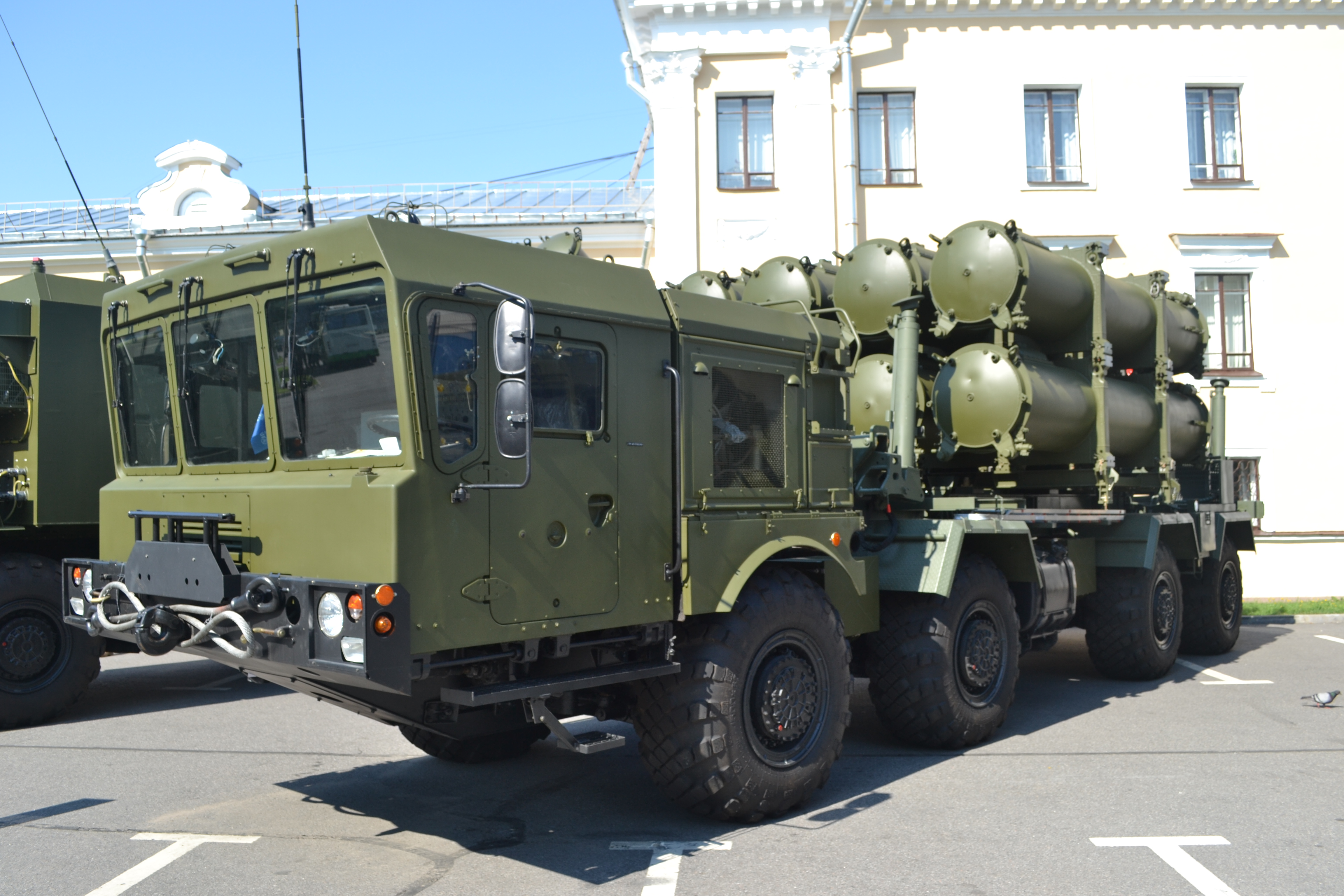
Транспортно-перегрузочная машина БРК «Бал-Э»
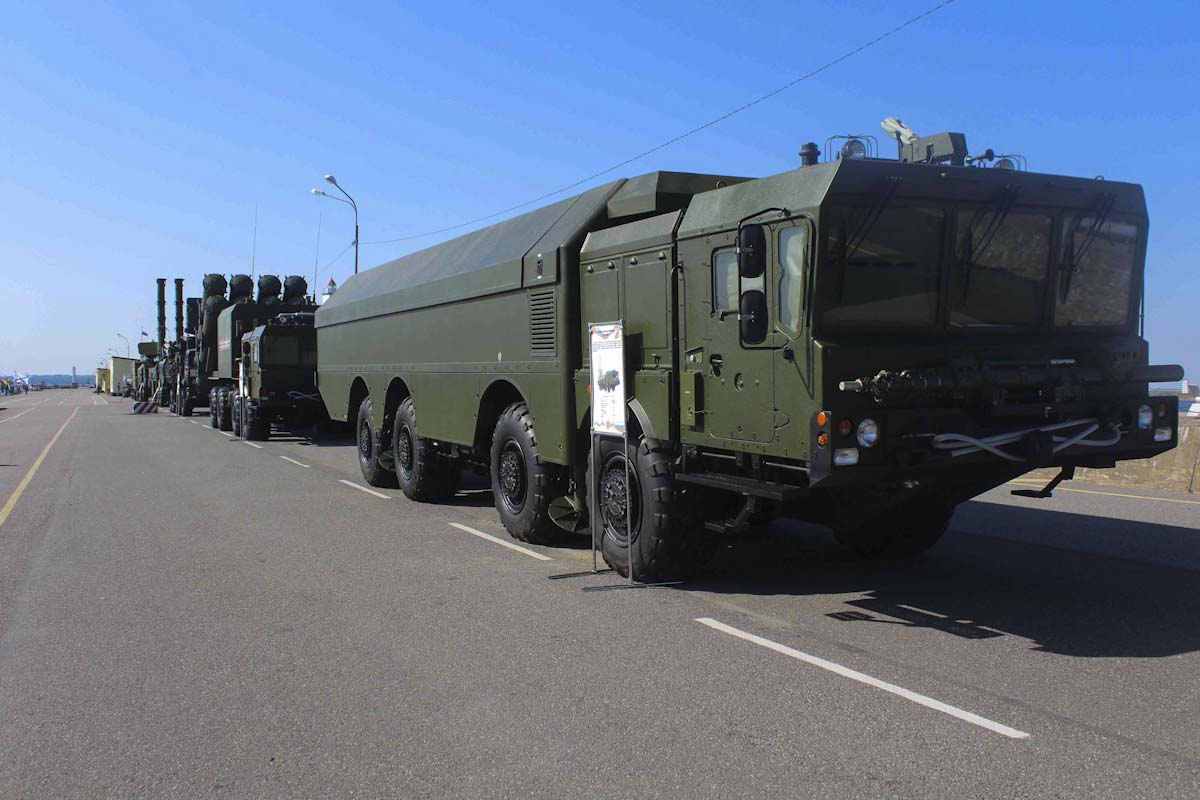
Самоходная пусковая установка БРК «Бастион»
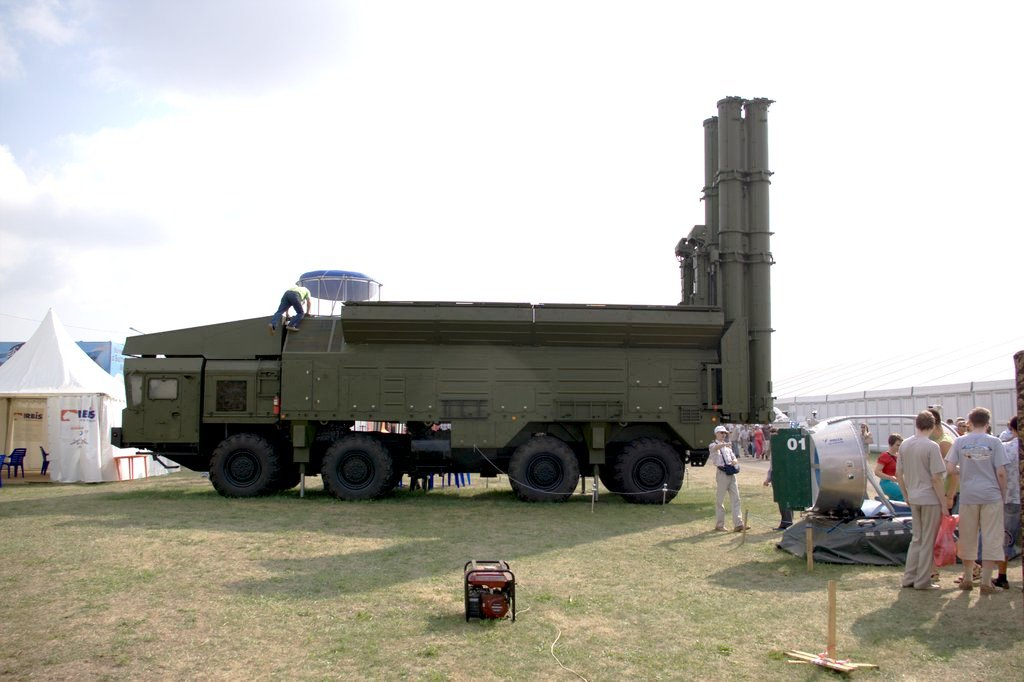
Подвижный БРК «Club-M» («Калибр-М»)
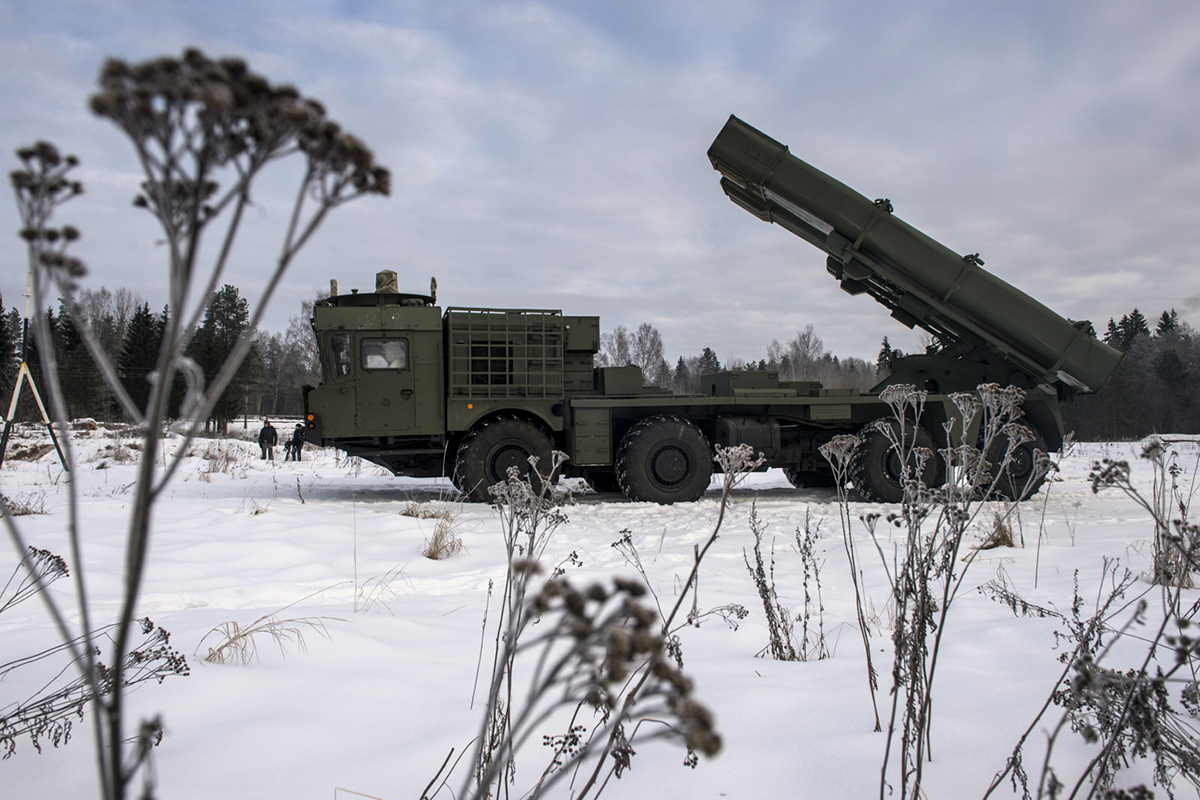
Боевая машина 9А53 РСЗО «Ураган-1М»
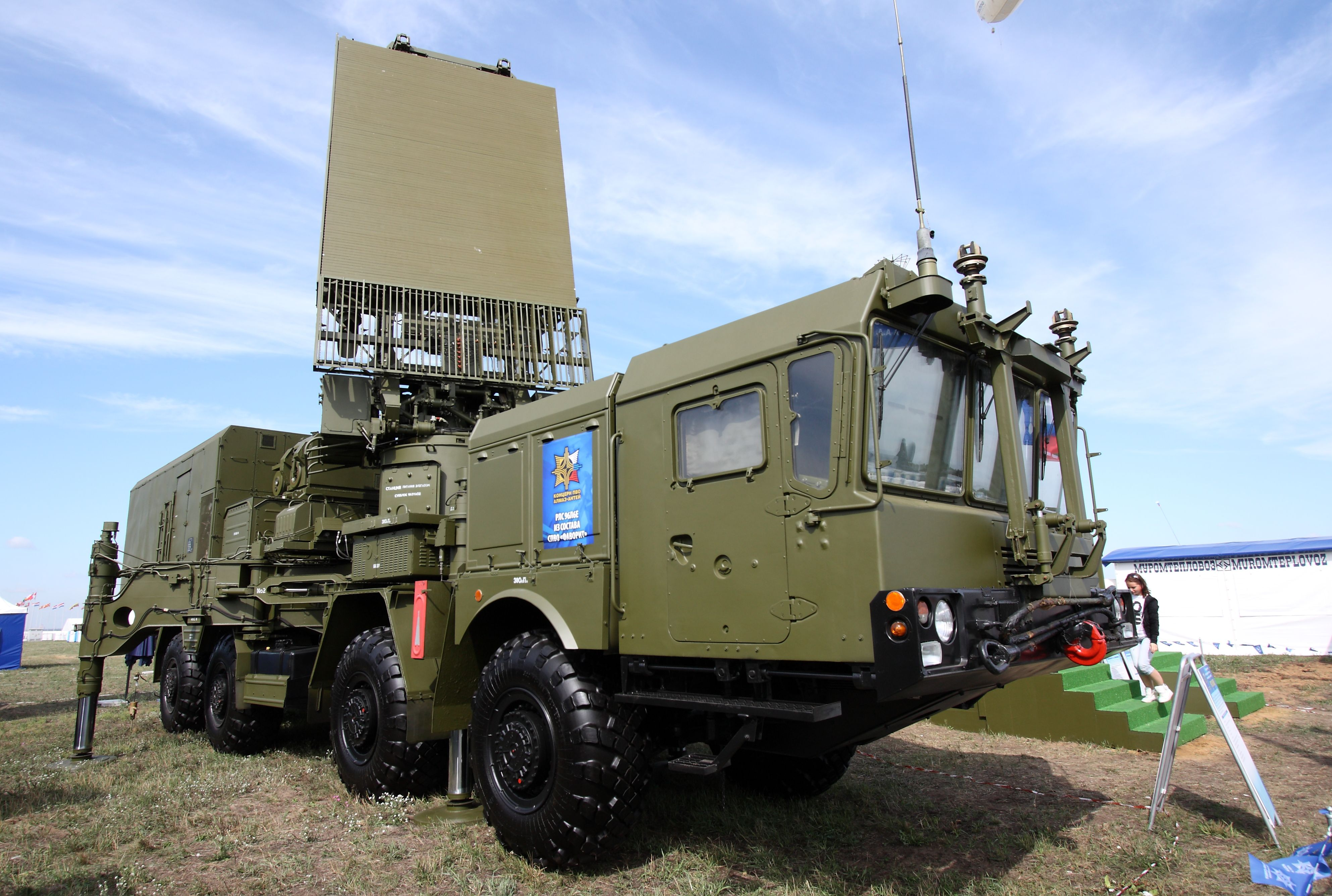
Радиолокационная станция 96Л6Е из состава СПВО «Фаворит»
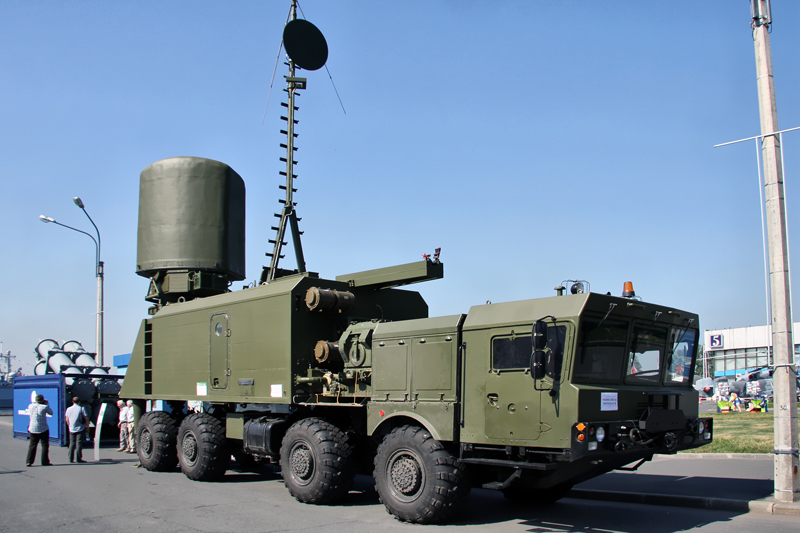
Береговой комплекс разведки надводной и воздушной обстановки «Монолит-Б»
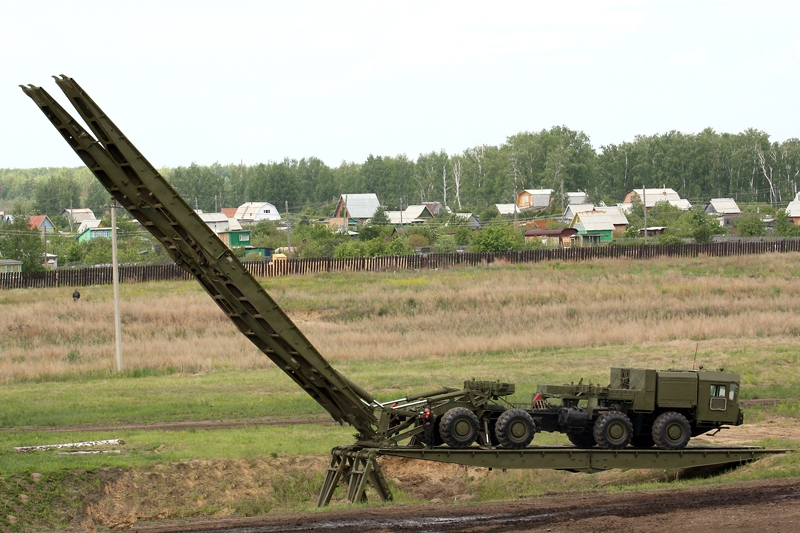
Тяжёлый механизированный мост ТММ-6
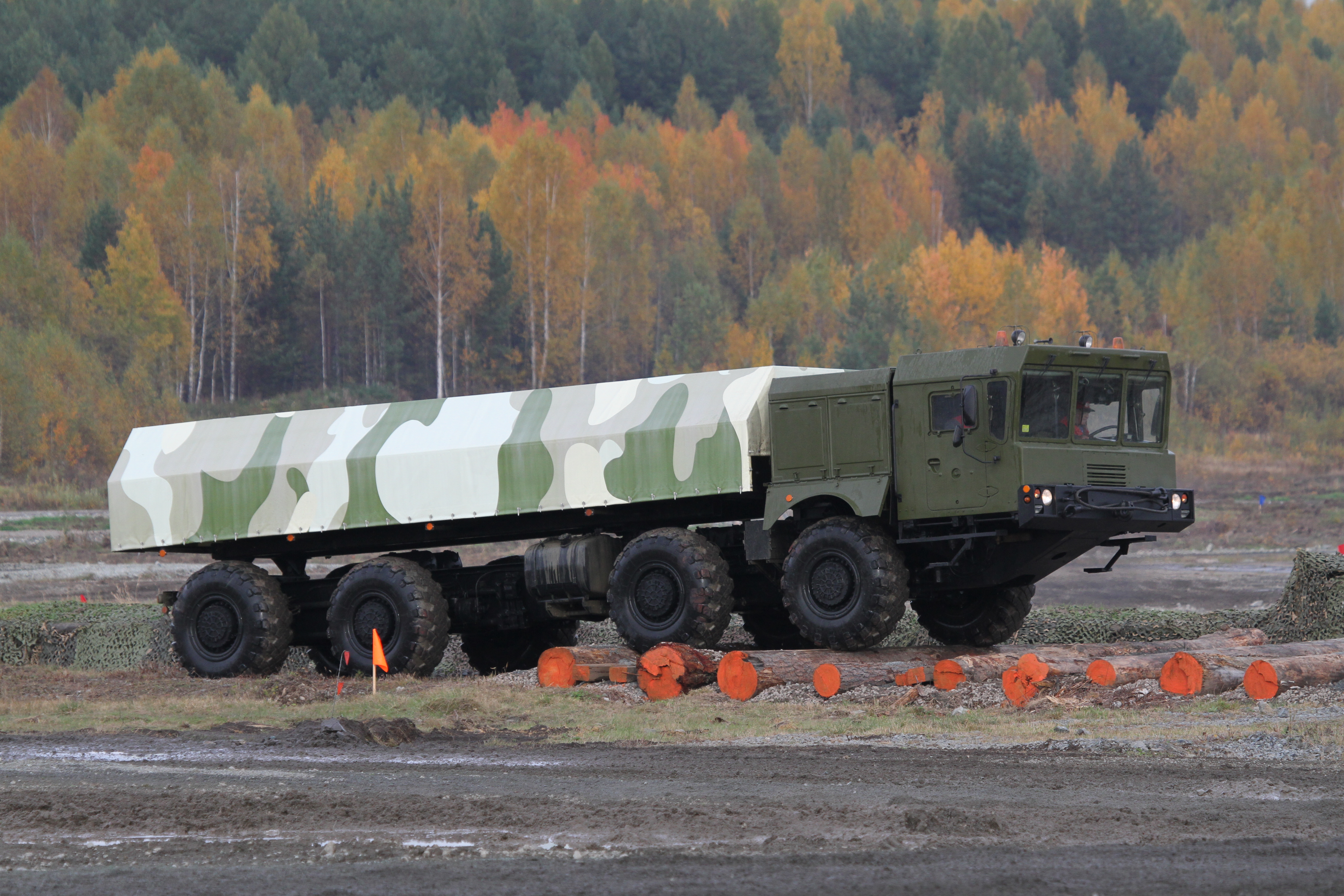
МЗКТ-7930-300 в ходе испытаний